# Bravos (Orol)
Bravos (llamada oficialmente Santiago de Bravos) es una parroquia española del municipio de Orol, en la provincia de Lugo, Galicia.

## Geografía
Está cruzada por el río Souto y limita con la parroquia de Galdo. 

## Localización
Dista 4 km de la capital municipal y 10 km de la población más importante de la zona, Vivero.

## Organización territorial
La parroquia está formada por cuarenta entidades de población, constando treinta y siete de ellas en el nomenclátor del Instituto Nacional de Estadística español:

### Entidades de población
Entidades de población que forman parte de la parroquia:
- A Ferreira (Ferreira)
- Barbeito[7]
- Bordos[8] (Os Bordos)
- Campo de Aira[9] (O Campodaira)
- Castiñeira[10] (A Castiñeira)
- Cojujo[11] (O Coxuxo)
- Curros
- Domecelle
- Dornas
- Folgoso
- Fornos
- Furada[12] (A Furada)
- Garita[13] (A Garita)
- Labrada
- Lagar[14] (O Lagar)
- Lagoa[15] (A Lagoa)
- Lecín
- Llano de Bravos[16] (Chao de Bravos)
- Lugar Novo[17] (O Lugar Novo)
- Montouto
- O Coutado
- O Trobo
- Penaseijo[18] (Penaseixo)
- Piñeiro
- Pozo[19] (O Pozo)
- Quintás[20] (As Quintás)
- Rego[21] (O Rego)
- Ribeira[22] (A Ribeira)
- Sanche
- Teijeiro[23] (Teixeiro)
- Teijós[24] (Os Teixós)
- Tiñade
- Tuille[25] (Tuílle)

### Despoblados
Despoblados que forman parte de la parroquia:
- A Igrexa
- Barcia[26] (A Barcia)
- Betanzos[27] (A Ponte de Betanzos)
- Muil[28] (O Muíl)
- O Coto
- Penagateira
- Viga[29] (A Viga)

## Demografía
| Gráfica de evolución demográfica de Bravos entre 2000 y 2020 |
|                                                              |
| Datos según el nomenclátor publicado por el INE.             |

## Festividades
Es conocida por ser un importante centro de peregrinación de la comarca de la zona norte de Lugo, dada la importancia de su fiesta dedicada a la Virgen de Fátima.